# Naito Kenta
Naito Kenta (sinh ngày 15 tháng 5 năm 1996) là một cầu thủ bóng đá người Nhật Bản.

## Sự nghiệp câu lạc bộ
Naito Kenta hiện đang chơi cho FC Ryukyu.